# Anthony Black
Anthony Black (Duncanville, 20 de janeiro de 2004) é um jogador norte-americano de basquete profissional que atualmente joga pelo Orlando Magic na National Basketball Association (NBA).
Ele jogou basquete universitário pela Universidade do Arkansas e foi selecionado pelo Magic como a 6º escolha geral no draft da NBA de 2023.

## Início da vida e carreira no ensino médio
Filho de Terry e Jennifer, Anthony nasceu em Duncanville, Texas. Sua mãe jogou futebol na Universidade do Texas e na Universidade Baylor, enquanto seu pai jogou basquete universitário por Baylor e profissionalmente no exterior. Quando Black tinha 10 meses, ele se mudou com sua família para a Alemanha, onde seu pai estava jogando. Ele se tornou fluente em alemão aos três anos de idade. Black voltou para os Estados Unidos com sua mãe quando chegou a hora de começar o jardim de infância. Seus pais se separaram durante sua infância e ele foi criado por sua mãe.
Black cresceu em Coppell, Texas, e inicialmente frequentou a Coppell High School. Ele teve médias de 16,3 pontos, 6,8 rebotes, 3,5 assistências e dois roubos de bola em seu penúltimo ano e foi nomeado para a Segunda-Equipe da Área. Black também jogou futebol americano em Coppell como wide receiver, recebendo 78 passes para 1.327 jardas e 16 touchdowns em duas temporadas no time principal. Ele se transferiu para Duncanville High School em Duncanville, Texas, antes do início do seu último ano. Black jogou apenas 15 jogos durante a temporada devido a problemas de elegibilidade e teve médias de 13,5 pontos, 5,8 rebotes, quatro assistências e 2,2 roubos de bola.

### Recrutamento
Black foi classificado como um recruta de cinco estrelas e comprometeu-se a jogar basquete universitário pela Universidade do Arkansas. Ele também considerou jogar profissionalmente na G-League. Além disso, Black foi considerado um recruta de alto nível no futebol americano e recebeu ofertas de bolsa de estudo de Texas, Baylor e Arkansas.

## Carreira universitária
Black entrou em sua temporada de calouro em Arkansas como titular na posição de armador. Ele também começou a temporada como uma potencial escolha de primeira rodada no draft da NBA de 2023. Black teve média de 22 pontos em três jogos durante o Torneio Maui Invitational de 2022 e foi nomeado Calouro da Semana da Southeastern Conference (SEC). No final da temporada regular, ele foi nomeado para a Equipe de Novatos da SEC. Black teve médias de 12,8 pontos, 5,1 rebotes, 3,9 assistências e 2,1 roubos de bola no ano. Após a temporada, ele anunciou que abriria mão do restante de sua elegibilidade universitária e se inscreveria no draft da NBA de 2023.

## Carreira profissional
O Orlando Magic selecionou Black como a sexta escolha geral no draft da NBA de 2023.

## Carreira na seleção nacional
Black jogou pela Seleção Americana Sub-18 na Copa América Sub-18 de 2022. Ele teve médias de 4,7 pontos, 7,8 rebotes e 4,2 assistências, ajudando sua equipe a conquistar a medalha de ouro.

## Estatísticas de carreira

### NBA

#### Temporada regular
| Ano     | Equipe  | PJ | PT | MPJ  | AP   | 3P   | LL   | RT  | AS  | BR | TO | PPJ |
| ------- | ------- | -- | -- | ---- | ---- | ---- | ---- | --- | --- | -- | -- | --- |
| 2023–24 | Orlando | 69 | 33 | 16.9 | .466 | .394 | .613 | 2.0 | 1.3 | .5 | .3 | 4.6 |

#### Playoffs
| Ano  | Equipe  | PJ | PT | MPJ | AP   | 3P   | LL | RT  | AS  | BR | TO | PPJ |
| ---- | ------- | -- | -- | --- | ---- | ---- | -- | --- | --- | -- | -- | --- |
| 2024 | Orlando | 2  | 0  | 5.4 | .429 | .000 | —  | 1.0 | 1.0 | .5 | .0 | 3.0 |

### Universitário
| Ano     | Equipe   | PJ | PT | MPJ  | AP   | 3P   | LL   | RT  | AS  | BR  | TO | PPJ  |
| ------- | -------- | -- | -- | ---- | ---- | ---- | ---- | --- | --- | --- | -- | ---- |
| 2022–23 | Arkansas | 36 | 36 | 34.9 | .453 | .301 | .705 | 5.1 | 3.9 | 2.1 | .6 | 12.8 |

## Links externos
- Biografia do Arkansas Razorbacks
- Biografia dos EUA